# Nazwah
Nazwah (in arabo نزوه‎?) è una comunità dell'Emirato di Dubai, negli Emirati Arabi Uniti. Amministrativamente fa parte del Settore 7 e si trova nella zona orientale di Dubai al confine con l'Emirato di Sharjah.

## Territorio
Il territorio della comunità occupa una superficie di 13,1 km² che si sviluppa in un'area non urbana nella zona centro-orientale di Dubai,  al confine con l'Emirato di Sharjah.
L'area è delimitata a sud-ovest dalla Dubai-Hatta Road (E 44), a est dalla Nazwa Road (S 149) che la separa dalla municipalità di Al Madam  di Sharjah, a nord dalle comunità di Lehbab e Al Meryal.
Il territorio è quasi completamente desertico e ricade integralmente nell'ecoregione del Deserto arabico e macchia xerofila saharo-arabica.
La regione è poco abitata e non vi sono insediamenti residenziali significativi. L'unico agglomerato abitativo si trova presso il vertice meridionale del territorio alla  intersezione fra la Dubai-Hatta Road e la Mahafiz Nazwa Street subito a ridosso del confine con la  municipalità di Al Madam di Sharjah. In questa zona si trova anche la Moschea di Nazwa.
Nella comunità sono presenti delle fattorie per la produzione ortofrutticola e per la produzione di uova e allevamento di pollame.
Subito a sud della comunità si trova la Riserva di conservazione di Jabal Nazwa, una delle 8 aree protette presenti nell'Emirato di Dubai.
L'area non è attualmente servita dalla Metropolitana di Dubai, tuttavia la linea di superficie E 16, che collega Al Sabkha con Hatta, percorre la Dubai-Hatta Road ed effettua delle fermate in Nazwa.